# Besaya (Comarca)
Die Comarca Besaya ist eine der 10 Comarcas in der autonomen Gemeinschaft Kantabrien. Sie wurde, wie alle Comarcas in der Autonomen Gemeinschaft Kantabrien, mit Wirkung zum 28. April 1999 eingerichtet.
Die Comarca umfasst elf Gemeinden auf einer Fläche von 432,12 km² mit dem Hauptort Torrelavega.

## Gemeinden
| Gemeinde                 | Einwohner (2024) | Fläche km² | Dichte Einw./km² | Cod INE | Postleitzahl |
| ------------------------ | ---------------- | ---------- | ---------------- | ------- | ------------ |
| Anievas                  | 267              | 20,90      | 13               | 39003   | 39451        |
| Arenas de Iguña          | 1.756            | 86,82      | 20               | 39004   | 39450        |
| Bárcena de Pie de Concha | 674              | 30,53      | 22               | 39010   | 39420        |
| Cartes                   | 5.865            | 19,03      | 308              | 39018   | 39311        |
| Cieza                    | 546              | 44,07      | 12               | 39021   | 39407        |
| Los Corrales de Buelna   | 10.813           | 45,38      | 238              | 39025   | 39400        |
| Molledo                  | 1.480            | 71,07      | 21               | 39046   | 39430, 39439 |
| Polanco                  | 6.239            | 18,00      | 347              | 39054   | 39313        |
| San Felices de Buelna    | 2.376            | 36,24      | 66               | 39069   | 39409        |
| Suances                  | 9.092            | 24,56      | 370              | 39085   | 39340        |
| Torrelavega              | 51.663           | 35,52      | 1.454            | 39087   | 39300        |
| Comarca Besaya           | 90.771           | 432,12     | 210              | –       | –            |